# أم الدنانير
أم الدنانير هي إحدى القرى المحتلة والمدمرة التابعة لمركز الخشنية التابع لمحافظة القنيطرة في هضبة الجولان بجنوب غرب سوريا.
تتبع الخشنية (163 نسمة – 630 م عن سطح البحر)، تقع في أرض بركانية وعرة، تنحدر نحو الجنوب الغربي إلى الغرب من تل الفرس وإلى الجنوب الغربي من خط أنابيب التابلاين على بعد 7 كم جنوب بلدة الخشنية، بُنيت على أنقاض قرية قديمة تعود إلى أواسط القرن العشرين فوق تلة صغيرة واستخدمت فيها الحجارة البازلتية.